# 曽根町 (兵庫県)
曽根町（そねちょう）は、かつて兵庫県印南郡にあった町。

## 沿革
- 1889年（明治22年）4月1日 - 町村制施行に伴い印南郡曽根村が村制施行し、曽根村（そねむら）が発足。
- 1913年（大正2年）4月1日 - 町制施行して曽根町となる。
- 1954年（昭和29年）7月1日 - 加古郡高砂町・荒井村、印南郡伊保村と合併し、市制施行して高砂市となり消滅。

## 出身・ゆかりのある人物
- 亀田精一（製塩業兼醤油醸造業） - 貴族院多額納税者議員選挙の互選資格を有した[1]。
- 渡海元三郎（政治家、建設大臣） - 町長を務めた。
- 河野岩吉（政治家、衆議院議員） - 村長、町長を務めた。